# Chibabava
Chibabava es un distrito de la provincia de Sofala, en Mozambique, con una población censada en agosto de 2017 de 134 293 habitantes.
Se encuentra ubicado en el centro del país, entre la frontera con Zimbabue, al oeste, y la costa del canal de Mozambique (océano Índico), al este.